# Badjcinus
Badjcinus és un gènere extint de marsupials carnívors. És un dels membres més primitius de la família Thylacinidae, a més de ser un dels més petits.